# 마카이로두스족
마카이로두스족은 멸종된 검치호로 현생고양이과와 비슷한 골격을 가지고 있었다.

## 하위분류
- 마카이로두스속(MachaIrodus)
- Miomachairodus
- Hemimachairodus